# Te Oka Stream
Der Te Oka Stream ist ein Bach in der Region Canterbury auf der Südinsel von Neuseeland. 

## Geographie
Der Te Oka Stream befindet sich auf der südsüdwestlichen Seite der Banks Peninsula und hat sein Quellgebiet zwischen zwei 758 m und 784 m hohen Erhebungen im Te Oka Reserve. Der Bach fließt in südsüdwestliche Richtung und mündet nach rund 6 km am nordwestlichen Ende der Te Oka Bay in die Bucht, die sich nach rund 1,6 km dem Pazifischen Ozean hin öffnet.